# Leucochrysa (Nodita) meteorica
Leucochrysa (Nodita) meteorica is een insect uit de familie van de gaasvliegen (Chrysopidae), die tot de orde netvleugeligen (Neuroptera) behoort. 
Leucochrysa (Nodita) meteorica is voor het eerst wetenschappelijk beschreven door Gerstäcker in 1894.